# Protea angolensis
Protea angolensis es una especie de arbusto perteneciente a la familia Proteaceae, nativa de Zimbabue y Mozambique.

## Descripción
Es un arbusto o pequeño árbol que crece en claros de herbazales. Las hojas son coriáceas y glaucas. Las inflorescencias son cabezas florales solitarias con brácteas de color verde pálido o rojo brillante o rosa. Las flores son de color blanco o rosa oscuro. El fruto es una nuez.

## Taxonomía
Protea angolensis fue descrito por Friedrich Welwitsch y publicado en Apontamentos Phytogeographicos 586. 1859.
Etimología
Protea: nombre genérico que fue creado en 1735 por Carlos Linneo en honor al dios de la mitología griega Proteo que podía cambiar de forma a voluntad, dado que las proteas tienen muchas formas diferentes. 
angolensis: epíteto geográfico que alude a su localización en Angola.
Variedades
- Protea angolensis var. divaricata (Engl. & Gilg) Beard
- Protea angolensis var. trichanthera (Baker) Brummitt

Sinonimia
- Protea trichanthera Baker
- Leucadendron angolense Hiern
- Protea chionantha Engl. & Gilg[2]

## Distribución
Esta especie se encuentra en el norte, centro y este de Zimbabue, en toda Zambia, el oeste de Angola, el sur de la República Democrática del Congo, Burundi, el sur y oeste de Tanzania, el norte de Malaui y, en menor medida, en Mozambique (solo en Tete). En Zambia, está presente en todo el país y se ha registrado en la Provincia del Noroeste, la Provincia del Norte (humedales de Bangweulu), la Provincia de Lusaka, la Provincia del Sur y la Provincia del Oeste.